# Ниязметов, Ирискул
Ирискул Ниязметов — советский хозяйственный, государственный и политический деятель.

## Биография
Родился в 1911 году. Член КПСС.
С 1929 года — на хозяйственной, общественной и политической работе. В 1929—1970 гг. — хозяйственный и партийный работник в Узбекской ССР, первый секретарь Шахрисабзского, Бухарского райкомов КП(б) Узбекистана, председатель Каракульского райисполкома, первый секретарь Шафриканского райкома КП(б) Узбекистана, первый секретарь Карманинского райкома КП Узбекистана, первый секретарь Шафриканского райкома КП Узбекистана, председатель Бухарского облисполкома, директор издательства «Кизил Узбекистан» и «Правда Востока».
Избирался депутатом Верховного Совета Узбекской ССР 4-го созыва.
Умер после 1970 года.